# Hirasa provocans
Hirasa provocans är en fjärilsart som beskrevs av Eugen Wehrli 1953. Hirasa provocans ingår i släktet Hirasa och familjen mätare. Inga underarter finns listade i Catalogue of Life.